# Elecciones municipales de Cataluña de 1934
Las elecciones municipales catalanas de 1934 se celebraron en Cataluña nueve meses después de las elecciones municipales de España de 1933; según el artículo 10 del Estatuto de autonomía de Cataluña de 1932, las competencias sobre elecciones municipales estaba en manos de la Generalidad de Cataluña por lo que se convocaron elecciones a todos los municipios catalanes el 14 de enero de 1934.
En Barcelona, la coalición formada por Esquerra Republicana de Catalunya, Acció Catalana Republicana, Unió Socialista de Catalunya y el Partit Nacionalista Republicà d'Esquerra obtuvo la mayoría, con 24 concejales. Carles Pi i Sunyer se convirtió en el nuevo alcalde de la ciudad.
ERC consiguió 580 alcaldías, frente a 442 obtenidas por la Lliga Regionalista.
Durante las elecciones se produjeron algunos incidentes, así por ejemplo, en Manresa, el diario El Dia, acusó a la Federación Anarquista Ibérica de haber apoyado a la Lliga y a los partidos de derechas, produciéndose también acusaciones en sentido contrario, con agresiones a un grupo de religiosos que pretendían votar, etc.